# Vasudevanallur
Vasudevanallur es una ciudad y nagar Panchayat situada en el distrito de Tenkasi en el estado de Tamil Nadu (India). Su población es de 21361 habitantes (2011). Se encuentra a 72 km de Tirunelveli.

## Demografía
Según el censo de 2011 la población de Vasudevanallur era de 21361 habitantes, de los cuales 10532 eran hombres y 10829 eran mujeres. Vasudevanallur tiene una tasa media de alfabetización del 73,96%, inferior a la media estatal del 80,09%: la alfabetización masculina es del 84,28%, y la alfabetización femenina del 63,96%.